# Lago Nordenskjöld
El Lago Nordenskjöld está ubicado en el parque nacional Torres del Paine, en la Región de Magallanes y Antártica Chilena, en el extremo sur de Chile. Debe su nombre al sueco Otto Nordenskjöld, que descubrió el lago a comienzos del siglo xx.